# Originação dependente
Originação dependente ou interdependente (Sânscrito: pratītya-samutpāda, Pali: paṭicca-samuppāda,  Tibetano: rten cing 'brel bar 'byung ba), doutrina de pratitya-samutpada, é a principal contribuição budista à metafísica. Comum a todas as escolas de Budismo, tanto da tradição Maaiana quando da tradição Theravada, ela afirma que todos os fenômenos são o resultado da existência mutuamente dependente.  Existem muitas variações possíveis para a tradução do nome da doutrina para o português (por exemplo, "Gênese condicionada", "Originação Dependente", "Originação Interdependente dos fenômenos"). 

## Páginas externas
- Origem Dependente - A Lei Budista da Condicionalidade pelo Venerável P.A. Payutto
- Os Doze Elos do Surgimento Co-dependente, por Thich Nhat Hanh